# (55874) Brlka
(55874) Brlka est un astéroïde de la ceinture principale.

## Description
(55874) Brlka est un astéroïde de la ceinture principale. Il fut découvert le 28 octobre 1997 à l'Observatoire d'Ondřejov par Petr Pravec. Il présente une orbite caractérisée par un demi-grand axe de 2,61 UA, une excentricité de 0,22 et une inclinaison de 14,3° par rapport à l'écliptique.

## Compléments